# Listă de filme australiene din 2003
Aceasta este o listă de filme australiene din 2003:

## Lista
| Titlu                                               | Regizor               | Actori | Gen                         | Note                                                                   |
| --------------------------------------------------- | --------------------- | --- | --------------------------- | ---------------------------------------------------------------------- |
| About Face                                          | David Knijnenburg     | Liddy Clark, David Knijnenburg, Muriel Watson, Christopher Walker, Peter Rasmussen, Susan Stenlake, John Dommett, Leisa Barry-Smith | film scurt                  | IMDb                                                                   |
|                                                     |                       | |                             |                                                                        |
| Ain't Got No Jazz                                   | Joel Kohn             | | film scurt                  | IMDb                                                                   |
| Alexandra's Project                                 | Rolf de Heer          | Gary Sweet, Helen Buday | Thriller                    |                                                                        |
| Alice                                               | Garth Davis           | | film scurt dramatic         | IMDb                                                                   |
| Alone across Australia                              | Ian Darling, Jon Muir | | documentar                  | IMDb                                                                   |
| Astray                                              | Michelle Warner       | | film scurt dramatic         | IMDb                                                                   |
| At the Edge of the Bed                              | Mark Lee              | | film scurt dramatic         |                                                                        |
| Baby                                                | Simon Lyndon          | Milo Balcic, Milenko Pavlov, Jovana Petrovic, Dina Prelevic | film scurt de comedie       | IMDb                                                                   |
| Bad Eggs                                            | Tony Martin           | Mick Molloy, Bob Franklin | comedie                     |                                                                        |
| The Ball                                            | Anny Slater           | | film scurt                  | IMDb                                                                   |
| Basilisk Stare                                      | Ann Turner            | | Short                       | IMDb                                                                   |
| The Bathers                                         | Elissa Down           | | Short                       | IMDb                                                                   |
| Black                                               | Jake Kennedy          | | Short / Horror              | IMDb                                                                   |
| Blank Point                                         | Henry Inglis          | Fiona Cornelisse, Trevor Everett, Rona Lewis, Michael Nash, Sebastian Rossetti, Cyril Toman | Short                       | IMDb                                                                   |
| Black Swan                                          | Aaron McCann          | | Short/Fantasy/Crime (14min) | Won/Nom. 2004 West Australian Screen Awards IMDb                       |
| Bloody Homos                                        | Robbie Baldwin        | | Short comedy                | IMDb                                                                   |
| Bob Kennedy: L'homme qui voulait changer l'Amérique | Patrick Jeudy         | | (Documentary (52min)        | Won 2004 Avignon Film Festival Best Film IMDb                          |
| Boys Will Be Boys                                   | Russell Smith         | | Short/Drama/Comedy          | IMDb                                                                   |
| Broken                                              |                       | |                             |                                                                        |
| Brothers                                            |                       | |                             |                                                                        |
| Budgie                                              |                       | |                             |                                                                        |
| Bush Bikes                                          |                       | |                             |                                                                        |
| Ca-Chi-Pun                                          |                       | |                             |                                                                        |
| Calling Gerry Molloy                                |                       | |                             |                                                                        |
| Car Park                                            |                       | |                             |                                                                        |
| Carlton + Godard = Cinema                           |                       | |                             |                                                                        |
| The Cherry Orchard                                  |                       | |                             |                                                                        |
| The Child in Me                                     |                       | |                             |                                                                        |
| Children of Tibet                                   |                       | |                             |                                                                        |
| Clutch                                              |                       | |                             |                                                                        |
| Cogs and Quills                                     |                       | |                             |                                                                        |
| Cold Turkey                                         |                       | |                             |                                                                        |
| A Cold Summer                                       |                       | |                             |                                                                        |
| Collier Brothers Syndrome                           |                       | |                             |                                                                        |
| Contact                                             | Kieran Galvin         | | Short                       |                                                                        |
| Cracker Bag                                         | Glendyn Ivin          | Edith Cattell, Damon Kaine, Pauline Keeley | Short drama                 | IMDb                                                                   |
| Crash Test                                          |                       | |                             |                                                                        |
| Creative Violence                                   | Paul Dowie            | Michael King, Hamish McLean, Brett Swain, Monica Karwan, Geire Kami, Lawrence Mooney |                             | IMDb                                                                   |
| Damn Right I'm a Cowboy                             |                       | |                             |                                                                        |
| Damo                                                |                       | |                             |                                                                        |
| Danny Deckchair                                     | Jeff Balsmeyer        | Rhys Ifans, Miranda Otto | Comedy                      |                                                                        |
| Darkwater                                           |                       | |                             |                                                                        |
| Deluge                                              |                       | |                             |                                                                        |
| Desperate Man Blues                                 |                       | |                             |                                                                        |
| The Diamond Cutter                                  |                       | |                             |                                                                        |
| Don't                                               |                       | |                             |                                                                        |
| Dope                                                |                       | |                             |                                                                        |
| Drag My Feat                                        |                       | |                             |                                                                        |
| Energi: Calm                                        |                       | |                             |                                                                        |
| Entombed                                            | Dalibor Backovic      | | Short/Horror                | IMDb                                                                   |
| The Evil Within                                     |                       | |                             |                                                                        |
| Excursion                                           |                       | |                             |                                                                        |
| Fish Sauce Breath                                   |                       | |                             |                                                                        |
| The Flaming Brain                                   |                       | |                             |                                                                        |
| The Finished People                                 |                       | |                             |                                                                        |
| Floodhouse                                          | Miro Bilbrough        | | Drama                       | IMDb                                                                   |
| Forbidden                                           |                       | |                             |                                                                        |
| The Forest                                          |                       | |                             |                                                                        |
| Fuel                                                |                       | |                             |                                                                        |
| Fugue                                               |                       | |                             |                                                                        |
| The Garth Method                                    |                       | |                             |                                                                        |
| Gettin' Square                                      | Jonathan Teplitzky    | Sam Worthington, David Wenham, Timothy Spall |                             |                                                                        |
| A Girl a Horse a Dream                              |                       | |                             |                                                                        |
| Glory                                               |                       | |                             |                                                                        |
| Good Luck Jeffrey Brown                             |                       | |                             |                                                                        |
| Harvie Krumpet                                      | Adam Elliott          | Geoffrey Rush, Julie Forsyth | Animation                   |                                                                        |
| Heartworm                                           |                       | |                             |                                                                        |
| Hello                                               |                       | |                             |                                                                        |
| The Honourable Wally Norman                         | Ted Emery             | Kevin Harrington, Shaun Micallef | Comedy                      |                                                                        |
| Horseplay                                           |                       | |                             |                                                                        |
| The House of Names                                  |                       | |                             |                                                                        |
| Iced Lolly                                          |                       | |                             |                                                                        |
| Inheritance: A Fisherman's Story                    |                       | |                             |                                                                        |
| In My Image                                         |                       | |                             |                                                                        |
| Intersex Exposition: Full Monty                     |                       | |                             |                                                                        |
| In the Cut                                          |                       | |                             |                                                                        |
| In the Realm of the Hackers                         | Kevin Anderson        | | Documentary                 |                                                                        |
| Inversion                                           |                       | |                             |                                                                        |
| Japanese Story                                      | Sue Brooks            | Toni Collette |                             | Screened at the 2003 Cannes Film Festival, AACTA Award for Best Film   |
| Kangaroo Jack                                       | David McNally         | Jerry O'Connell, Anthony Anderson, Estella Warren, Christopher Walken, Marton Csokas, Dyan Cannon, Michael Shannon, Bill Hunter, David Ngoombujarra, Mark Sellito, Damien Fotiou, Denise Roberts, Antonio Vitiello, Tony Nikolakopoulos, Shawn Smith, Brian Casey, Helen Thomson, John McNeill, Lara Cox |                             |                                                                        |
| Kink                                                |                       | |                             |                                                                        |
| The Kitchen                                         |                       | |                             |                                                                        |
| L’ Envie                                            |                       | |                             |                                                                        |
| La Quimera de los héroes                            |                       | |                             |                                                                        |
| Lennie Cahill Shoots Through                        |                       | |                             |                                                                        |
| Lesbo-A-Go-Go                                       |                       | |                             |                                                                        |
| Let the Boys Play                                   |                       | |                             |                                                                        |
| Liquid Bridge                                       |                       | |                             |                                                                        |
| The Long Lunch                                      |                       | |                             |                                                                        |
| Long Shadows: Stories from a Jewish Home            |                       | |                             |                                                                        |
| The Longing                                         |                       | |                             |                                                                        |
| Losing Face                                         |                       | |                             |                                                                        |
| Lost Things                                         |                       | |                             |                                                                        |
| Love Tricycle                                       |                       | |                             |                                                                        |
| Lovesick                                            |                       | |                             |                                                                        |
| Magnificent Deed                                    |                       | |                             |                                                                        |
| The Man on the Boat                                 |                       | |                             |                                                                        |
| Martha's New Coat                                   |                       | |                             |                                                                        |
| MAX: A Cautionary Tale                              | Nicholas Verso        | Amber Clayton | Coming of age / thriller    | / IMDB                                                                 |
| Max's Dreaming                                      |                       | |                             |                                                                        |
| Meatball                                            |                       | |                             |                                                                        |
| Milkmen                                             |                       | |                             |                                                                        |
| The Matrix Reloaded                                 |                       | |                             |                                                                        |
| Missing Pieces                                      |                       | |                             |                                                                        |
| Mittens                                             |                       | |                             |                                                                        |
| Molly & Mobarak                                     | Tom Zubrycki          | | Documentary                 |                                                                        |
| The Moment After                                    |                       | |                             |                                                                        |
| The Mormon Conquest                                 |                       | |                             |                                                                        |
| Mother Tongue                                       |                       | |                             |                                                                        |
| My Family Is Special                                |                       | |                             |                                                                        |
| My Small Italian Shotgun Wedding                    |                       | |                             |                                                                        |
| The Navigators: Baudin vs Flinders                  |                       | |                             |                                                                        |
| Ned                                                 | Abe Forsythe          | Felix Williamson, Abe Forsythe, Damon Herriman, Nick Flint, Josef Ber, Jeremy Sims, Caitlin McDougall, Drew Forsythe, Michala Banas, Ryan Johnson, Michael Falzon, Nathaniel Dean, Scott Major, Grant Bowler, John Batchelor, Cornelia Frances, Angela Keep, Emma Lung, Nikki Osborne, Michael Park, Tony Barry, Chris Truswell, Andrew Daddo, Jason Donovan, John Cass, Nash Edgerton, Chris Lilley, Stuart Slack, Baron Jay |                             |                                                                        |
| Ned Kelly                                           | Gregor Jordan         | Heath Ledger, Orlando Bloom, Geoffrey Rush, Naomi Watts | Biopic                      |                                                                        |
| Newman                                              |                       | |                             |                                                                        |
| The Night We Called It a Day                        | Paul Goldman          | Dennis Hopper, Melanie Griffith | Drama                       |                                                                        |
| Nightclubber                                        |                       | |                             |                                                                        |
| No Regrets                                          |                       | |                             |                                                                        |
| Painting with Light in a Dark World                 |                       | |                             |                                                                        |
| Paradise Found                                      |                       | |                             |                                                                        |
| Phantom Ham                                         |                       | |                             |                                                                        |
| Photograph                                          |                       | |                             |                                                                        |
| Piece of Cake                                       |                       | |                             |                                                                        |
| The Policy                                          |                       | |                             |                                                                        |
| The Postcard Bandit                                 | Tony Tilse            | Tom Long, Brett Stiller | Crime                       |                                                                        |
| Preservation                                        |                       | |                             |                                                                        |
| Press Any Button                                    |                       | |                             |                                                                        |
| Primary Love                                        |                       | |                             |                                                                        |
| Prisoner Queen                                      |                       | |                             |                                                                        |
| Pristine Books                                      |                       | |                             |                                                                        |
| Queen of Hearts                                     |                       | |                             |                                                                        |
| Rag 'n Bone Man                                     |                       | |                             |                                                                        |
| The Rage in Placid Lake                             | Tony McNamara         | Ben Lee, Rose Byrne, Garry McDonald, Miranda Richardson |                             |                                                                        |
| Razor Eaters                                        |                       | |                             |                                                                        |
| The Referees                                        |                       | |                             |                                                                        |
| Rendezvous                                          |                       | |                             |                                                                        |
| Return to Port Davey                                |                       | |                             |                                                                        |
| Rockdale '83                                        |                       | |                             |                                                                        |
| The Rouseabout                                      |                       | |                             |                                                                        |
| Salomon                                             |                       | |                             |                                                                        |
| Scoff                                               |                       | |                             |                                                                        |
| Shanti                                              |                       | |                             |                                                                        |
| Shit Skin                                           |                       | |                             |                                                                        |
| A Short Portrait of Zora Zakowski                   |                       | |                             |                                                                        |
| Silent Storm                                        |                       | |                             |                                                                        |
| Sister Pearls and Mission Girls                     |                       | |                             |                                                                        |
| The Situation Room                                  |                       | |                             |                                                                        |
| Sniffer                                             |                       | |                             |                                                                        |
| So Close to Home                                    |                       | |                             |                                                                        |
| A Spoonful of Desi                                  |                       | |                             |                                                                        |
| Spoonman                                            |                       | |                             |                                                                        |
| Subterano                                           |                       | |                             |                                                                        |
| Sweetheart                                          |                       | |                             |                                                                        |
| Sweetness and Light                                 |                       | |                             |                                                                        |
| Swerve It Like Merv                                 |                       | |                             |                                                                        |
| Swimming Upstream                                   | Russell Mulcahy       | Geoffrey Rush, Judy Davis |                             |                                                                        |
| Syntax Error                                        |                       | |                             |                                                                        |
| Take Away                                           | Marc Gracie           | Vince Colosimo, Rose Byrne | Comedy                      |                                                                        |
| Tango Walk                                          |                       | |                             |                                                                        |
| Teesh and Trude                                     | Melaine Rodriga       | Susie Porter, Linda Cropper, Peter Phelps |                             |                                                                        |
| Telos                                               |                       | |                             |                                                                        |
| Teratoma                                            |                       | |                             |                                                                        |
| Test Drive                                          |                       | |                             |                                                                        |
| Test Irregular                                      |                       | |                             |                                                                        |
| The 13th House                                      |                       | |                             |                                                                        |
| Three Card Monte                                    |                       | |                             |                                                                        |
| Time of Death                                       |                       | |                             |                                                                        |
| Travelling Light                                    |                       | |                             |                                                                        |
| Travellers and Magicians                            |                       | |                             |                                                                        |
| The Tub                                             |                       | |                             |                                                                        |
| Tuck and Cover                                      |                       | |                             |                                                                        |
| Turn Around                                         |                       | |                             |                                                                        |
| Two White Lines                                     |                       | |                             |                                                                        |
| Undead                                              |                       | |                             |                                                                        |
| Victim                                              | Corrie Jones          | Rebecca Davis as The Victim' | Short drama                 | IMDb                                                                   |
| Violet Lives Upstairs                               | Ben Hackworth         | Rebecca Frith as Violet | Short (18min)               | Won 2003, Film Critics Circle of Australia Awards for Best Short) IMDb |
| Visitors                                            | Richard Franklin      | | Drama/Horror/Thriller       | 3 International Noms) IMDb                                             |
| Wâhori Days                                         |                       | |                             |                                                                        |
| Waiting for Naval Base Lilly                        | Zak Hilditch          | | Drama                       | IMDb                                                                   |
| The Waltz                                           | David Deneen          | | Short drama                 | IMDb                                                                   |
| The Wannabes                                        |                       | |                             |                                                                        |
| Ward 13                                             | Peter Cornwell        | | Short animation             | IMDb                                                                   |
| Watermark                                           | Georgina Willis       | | Crime / Drama               | IMDb                                                                   |
| Why We Ponder                                       | Nathan Hunt           | | Short drama                 | IMDb                                                                   |
| Wildness                                            |                       | |                             |                                                                        |
| You Can't Stop the Murders                          |                       | |                             |                                                                        |